# Nops flutillus
Espèce
Nops flutillus est une espèce d'araignées aranéomorphes de la famille des Caponiidae.

## Distribution
Cette espèce est endémique de Curaçao.

## Description
Le mâle holotype mesure 5,79 mm et la femelle paratype 8,45 mm.
Le mâle décrit par Sánchez-Ruiz et Brescovit en 2018  mesure 8,0 mm et la femelle 8,25 mm.

## Publication originale
- Chickering, 1967 : The genus Nops (Araneae, Caponiidae) in Panama and the West Indies. Breviora, no 274, p. 1-19 (texte intégral).